# エクストリーム出社

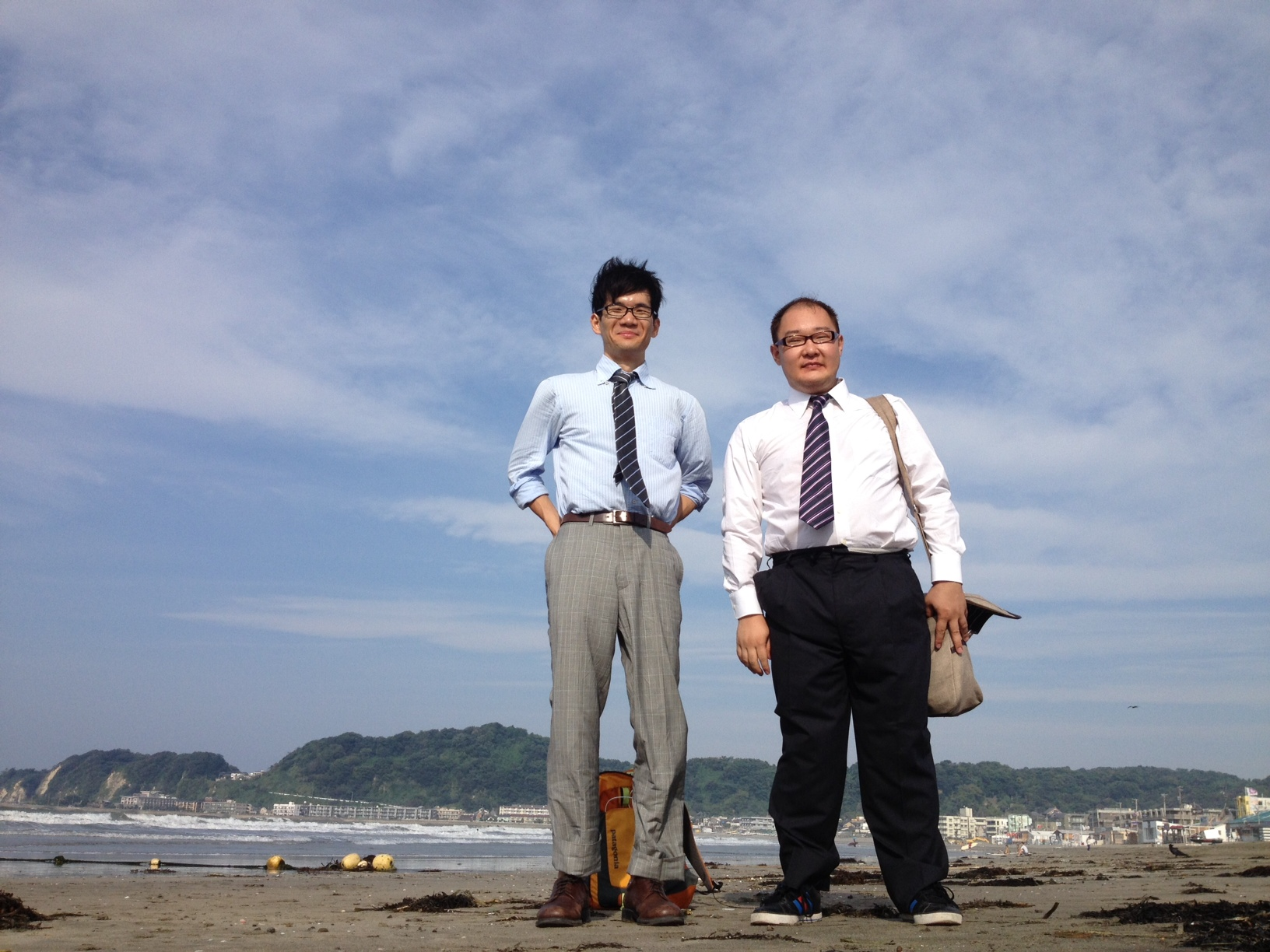
エクストリーム出社協会の共同代表（左：椎名隆彦・右：天谷窓大）

エクストリーム出社（エクストリームしゅっしゃ）とは、早朝から観光、海水浴、登山などのアクティビティをこなしたのち、定刻までに勤務先に出社するエクストリームスポーツであり、リフレッシュを主目的としてレジャーを楽しむ、早朝から出社までのプロセスを指す言葉である。この場合、スポーツとしての競技性はともなわない。
エクストリーム出社のプレイヤーは、一般的な通勤者と区別して出社ニストと呼ばれる。

## 概要
エクストリーム出社は出社することを目的としており、ゴールまでのプロセスについて、ユニークさや華麗さが競われる。
エクストリーム出社は基本的に平日の出勤日、起床してから勤務先の出勤時刻までの時間帯に行われる。エクストリーム出社中のアクティビティとして、何をするかは規定がなく、観光、グルメ、キャンプ、スポーツ、史跡めぐり、料理など様々なことが行われる。ユニークで非日常性をより強く感じられ、リフレッシュ効果が高いものほどよいとされる。
ルールは「遅刻は失格」であること以外になく、注意事項として他人に迷惑をかけないということが第一に説かれている。
なお、英語に直訳するとExtreme commuting（エクストリーム通勤）となるが、これは片道90分（1時間30分）以上かかる長時間通勤のことを指し、日本語とは意味が異なる。

## 歴史
エクストリーム出社は天谷窓大と椎名隆彦によって考案された。ストレスから出社拒否になりかけ、出社までの時間つぶしに街をうろついていたところ、それが習慣となったというエクストリーム出社の萌芽となる天谷のエピソードをもとに、椎名が「早朝にレジャーを全力で楽しんでから出社する特別な出社」をエクストリームスポーツとして定義したことから誕生した。命名は天谷による。
発案者の二人により、早朝から鎌倉観光と海水浴をしてから出社、箱根湯本温泉での朝風呂に入ってからの出社、高尾山に登り日の出を見てからの出社といったエクストリーム出社が決行され、その様子がまとめられたトゥギャッターからネットで話題になり、ラジオ、新聞、雑誌、テレビなど多くのメディアで広く紹介された。
メディアに取り上げられた要因として、奇抜なことをしているということ以外に、早朝から活動をすることによるリフレッシュ効果など、肉体的・精神的なメリットに注目が集まったことも挙げられる。そのため「究極の朝活」とも呼ばれる。
朝活とエクストリーム出社の違いは、朝活の目的がスキルアップ、自己啓発、人脈作りなど仕事に役立つことにあるのに対し、エクストリーム出社の目的は観光、レジャーを通したリフレッシュとしている点にある。
出社前に遊ぶことは、エクストリーム出社が提唱される以前よりすでに行われていた。代表的な例としては、朝にサーフィンをしてからの出社や、地方で開催されるライブを観覧した後に夜行バスを利用しての出社などが挙げられる。
エクストリーム出社のオリジナリティ（独自性）は、従来から行われていた早朝から出社までの一連の活動に共通のネーミングを与え、ゲーム性のあるエクストリームスポーツとしてパッケージングしたことにある。これにより、今までエクストリーム出社を体験した人々がお互いの体験を共有し、未体験の人が興味を持って始めるという循環が生まれた。
エクストリーム出社誕生から数日後には、椎名・天谷両名により日本エクストリーム出社協会が設立され、1か月後には同協会主催で「全国一斉エクストリーム出社大会」が開催された。大会には約200名が参加して実際にエクストリーム出社を行い、その独自性を競い合った。第一回の最優秀賞に選ばれたのは、日本一の段数を誇る石段を往復してから出社した熊本県の男性会社員だった。

## ルール
会社に1分でも遅刻をしたら失格となる。ルールとして明確に定められているのはこの一点で、注意事項として次の項目が挙げられている。
- エクストリーム出社中に他人に迷惑をかけてはいけない。
- 出社後はエクストリーム出社が原因で仕事に支障をきたすなどして、まわりに迷惑をかけてはいけない。
- 過酷すぎるアクティビティによって怪我をしないこと。無理をしてはいけない。